# 车杜里
车杜里（1980年7月25日—），出生於西德法兰克福，前韩国足球运动员，韩国著名球星车范根之子，2010年夏季免費投效蘇超老字號些路迪，曾效力FC首爾。車斗里已於2015年退休，現為韓國國家足球隊助理教練。 
车杜里是當其父親车范根效力德甲球隊法蘭克福時在德國出生，其父稍後轉投勒沃库森，故车杜里幼年在德國渡過。特別的是他出生後並未取漢字名，因此「車斗利」、「車斗里」及「車杜里」等成為中文媒體經常使用的譯名，但事實上「車斗里」較符合Du-Ri（韓文原意為「二人」）的韓語發音。

## 生平
车杜里的俱乐部生涯很幸运的在德国开始，在被勒沃库森引进后，车杜里就被租借给了比勒菲尔德，及后再转投法兰克福。
2002年车杜里还是一名大学球员，但在4月20日同哥斯达黎加的世界杯热身赛中，他获得了在国家队的处子进球，也获得了主帅希丁克的青睐，完成了以一名业余球员身份参加世界杯的壮举。
车杜里从2004/05赛季开始，曾短暂坐稳了球队的主力位置，不过第二年他的进球效率就较前一年有了一个较大的滑坡，被法兰克福队放弃。
接下来的几个赛季，车杜里转战德国各级球队，先后效力于美因茨和科布伦茨，2009年轉投德甲升班馬弗赖堡，在这个过程中，原本踢前锋的车杜里被逐渐转型为一名边后卫。
2013年2月2日，车杜里因思念爱妻而告别德甲重返亚洲加盟FC首爾。2015年11月7日，在與水原藍翼的比賽結束後，於FC首爾結束選手生涯，正式宣布退役。
2017年7月，車杜里成為韓國男子足球隊的教練員之一。
2019年12月5日，車杜里在韓國FC首爾U-18的五山高中足球部擔任總教練一職。

## 國際賽入球
| 日期         | 地點 | 對手           | 進球數目 | 結果 | 比賽               |
| ------------ | ---- | -------------- | -------- | ---- | ------------------ |
| 20－04－2002 | 大邱 |                | 1 球     | 2–0  | 友誼賽             |
| 18－02－2004 | 水原 | 黎巴嫩         | 1 球     | 2–0  | 2006年世界盃外圍賽 |
| 14－07－2004 | 首爾 | 千里達及托巴哥 | 1 球     | 1–1  | 友誼賽             |
| 27－07－2004 | 濟南 | 科威特         | 1 球     | 4–0  | 2004 Asian Cup     |

## 榮譽
些路迪
- 蘇格蘭超級聯賽冠軍：2011–12；
- 蘇格蘭足總盃冠軍：2011年；

FC首爾
- 韓國足總盃冠軍：2015年；

## 外部連結
- 车杜里的Instagram帳戶

- National Team Player Record 
- FIFA Player Statistics （页面存档备份，存于）
- 车杜里在National-Football-Teams.com的資料
- Stats （页面存档备份，存于） fussballdaten.de （德文）